# Pierre-Nolasque Bergeret
Pour les articles homonymes, voir Bergeret.
Pierre-Nolasque Bergeret, né le 31 janvier 1782 à Bordeaux et mort le 21 février 1863 à Paris, est un peintre et lithographe français.

## Biographie
Pierre-Nolasque Bergeret reçoit une première formation dans sa ville natale auprès du peintre Pierre Lacour. Puis il s'installe à Paris pour travailler dans les ateliers de François-André Vincent et Jacques-Louis David, où il rencontre François Marius Granet et Jean-Auguste-Dominique Ingres et reçoit la protection du baron Dominique Vivant Denon, directeur du musée royal du Louvre.
Bergeret a joué un grand rôle dans l'introduction de la lithographie, d'abord par le biais de reproductions d'après des œuvres de Nicolas Poussin et Raphaël (Mercure, 1804, d'après une fresque de la villa Farnesina). Sa caricature Le Suprême Bon Temps actuel, (1805), est l'une des premières lithographies. Il illustre ensuite de grands écrivains comme Nicolas Boileau, La Fontaine et Molière.
Après quatre échecs au concours du prix de Rome, il remporte le succès au Salon de 1806 avec un tableau historique, les Honneurs rendus à Raphaël après sa mort, qui consacre sa notoriété.
Dès lors, ses commandes officielles sont nombreuses : il est notamment chargé de concevoir des médailles napoléoniennes, de fournir des frises en camaïeu pour les porcelaines de Sèvres, de réaliser des dessins pour les bas-reliefs de la colonne Vendôme à Paris.
Il meurt le 21 février 1863 à Paris, où il est enterré au cimetière du Père-Lachaise (75e division).

## Œuvre
Il peint des œuvres dans le style troubadour, comme Honneurs rendus à Raphaël après sa mort, exposé au Salon de 1806 puis acheté par Napoléon Ier pour le château de Malmaison, Charles Quint ramassant le pinceau de Titien présenté au Salon de 1808 (musée des beaux-arts de Bordeaux) ou Anne Boleyn condamnée à mort (1814, Paris, musée du Louvre). Il est l'auteur de peintures d'histoire, comme Marius méditant sur les ruines de Carthage (1807, Dayton Art Institute, Ohio) et compose des œuvres allégoriques à la gloire du Premier Empire.

Œuvres de Pierre-Nolasque Bergeret
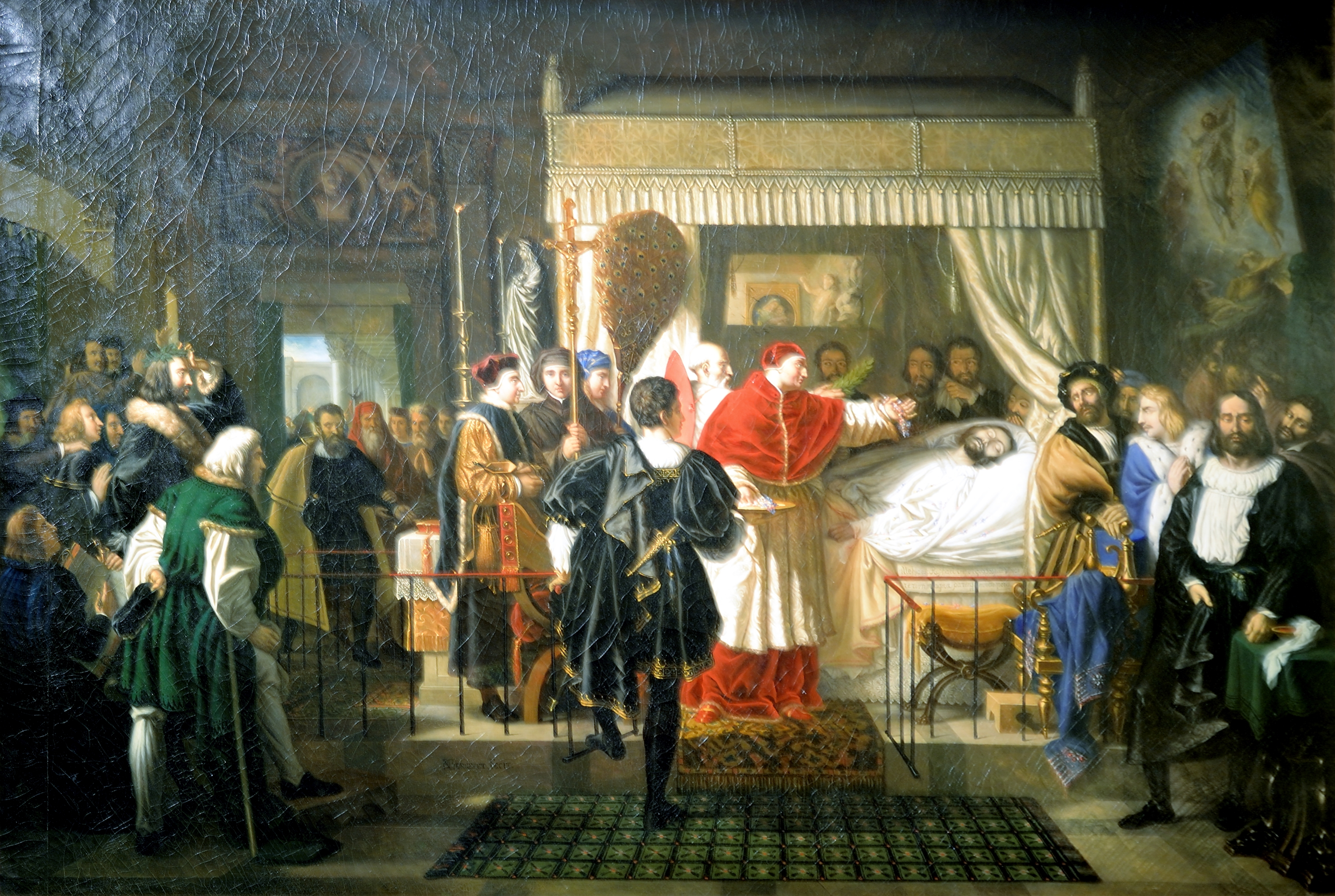
Honneurs rendus à Raphaël après sa mort (1806), château de Malmaison.
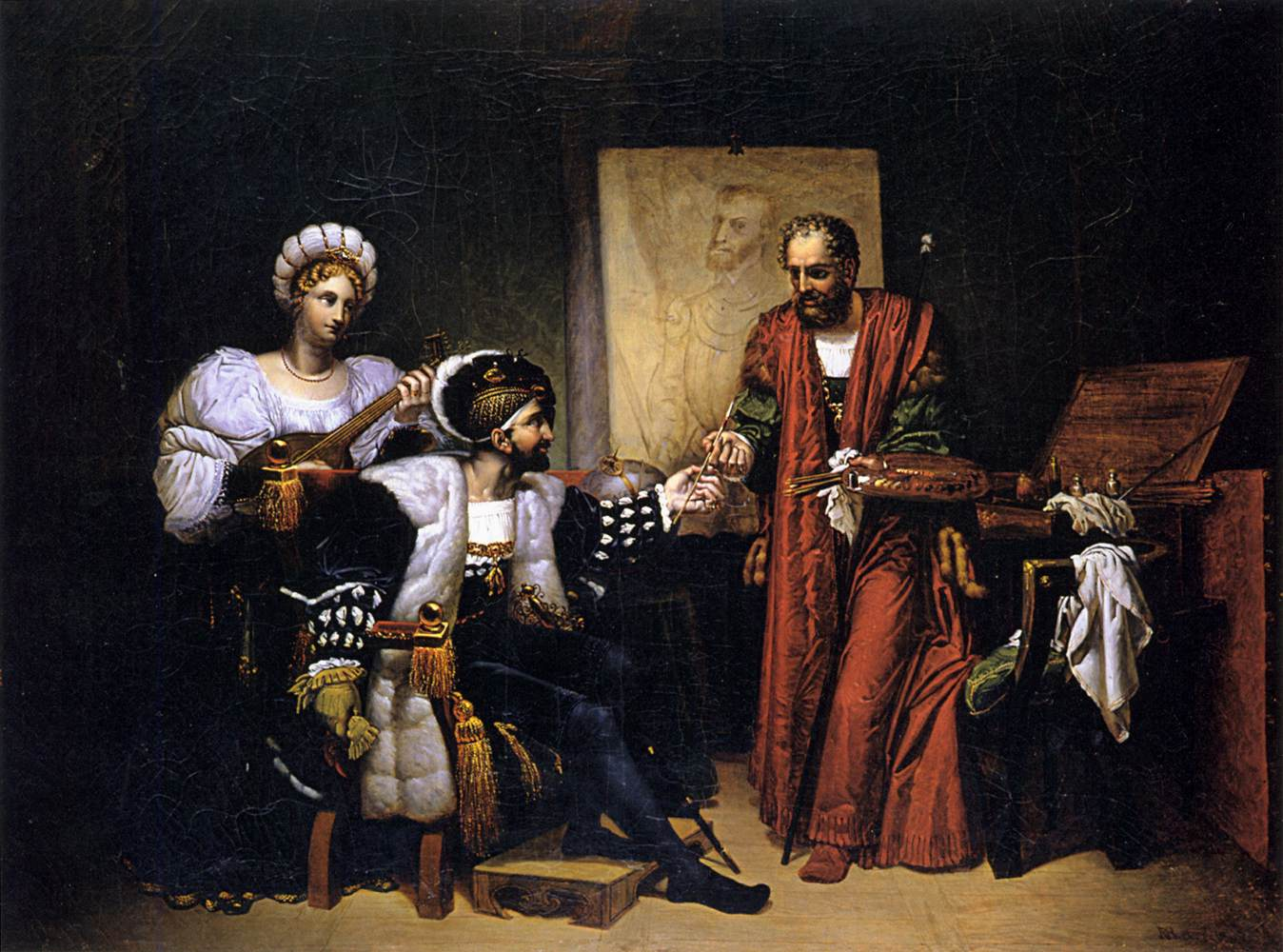
Charles Quint ramassant le pinceau de Titien (1808), musée des Beaux-Arts de Bordeaux.
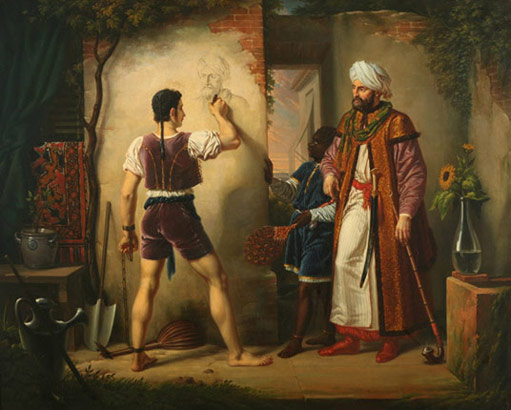
Filippo Lippi, esclave à Alger, fait le portrait de son maître (1819), Cherbourg-Octeville, musée Thomas-Henry.
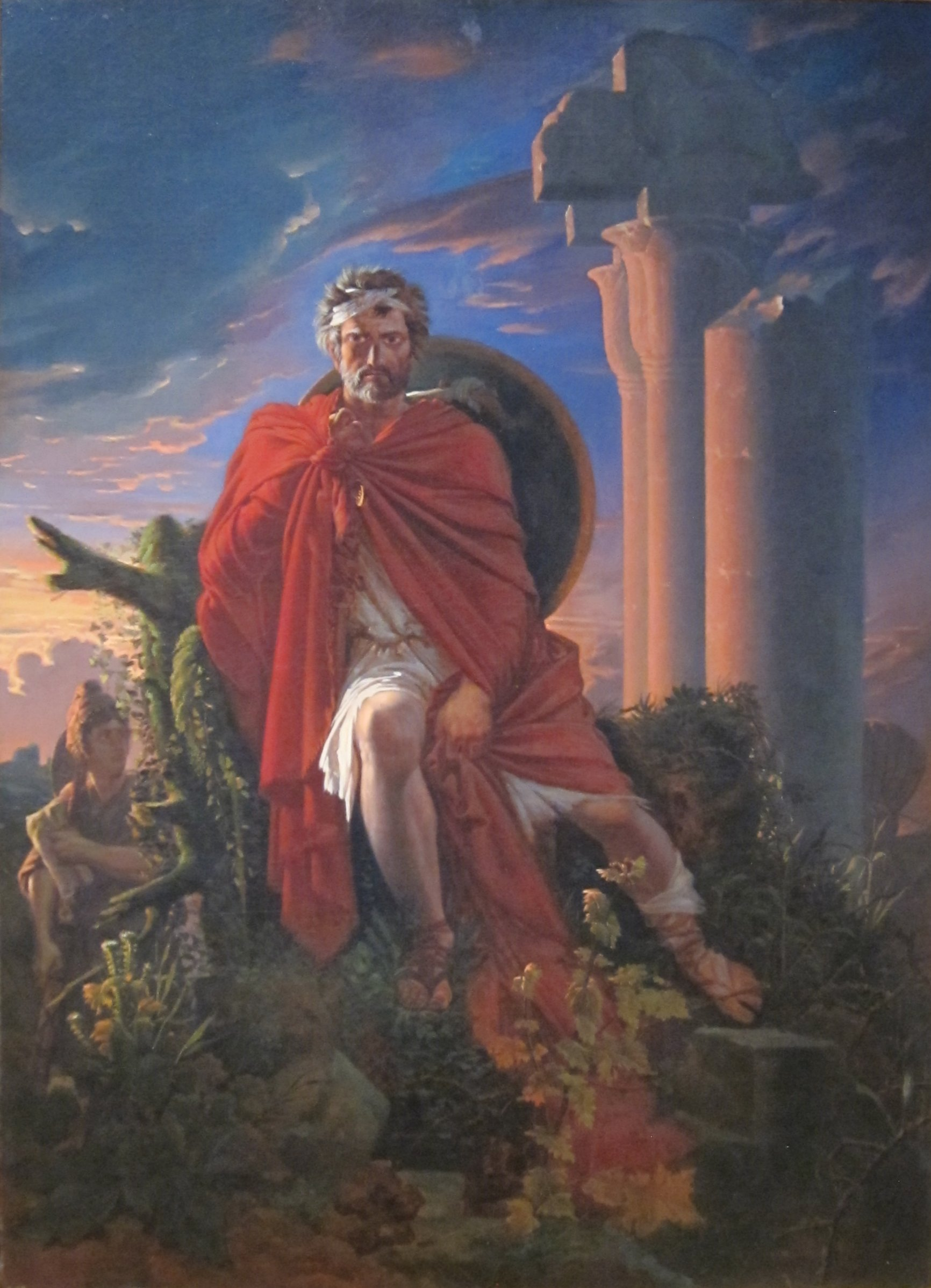
Marius méditant sur les ruines de Carthage (1822), Dayton Art Institute.
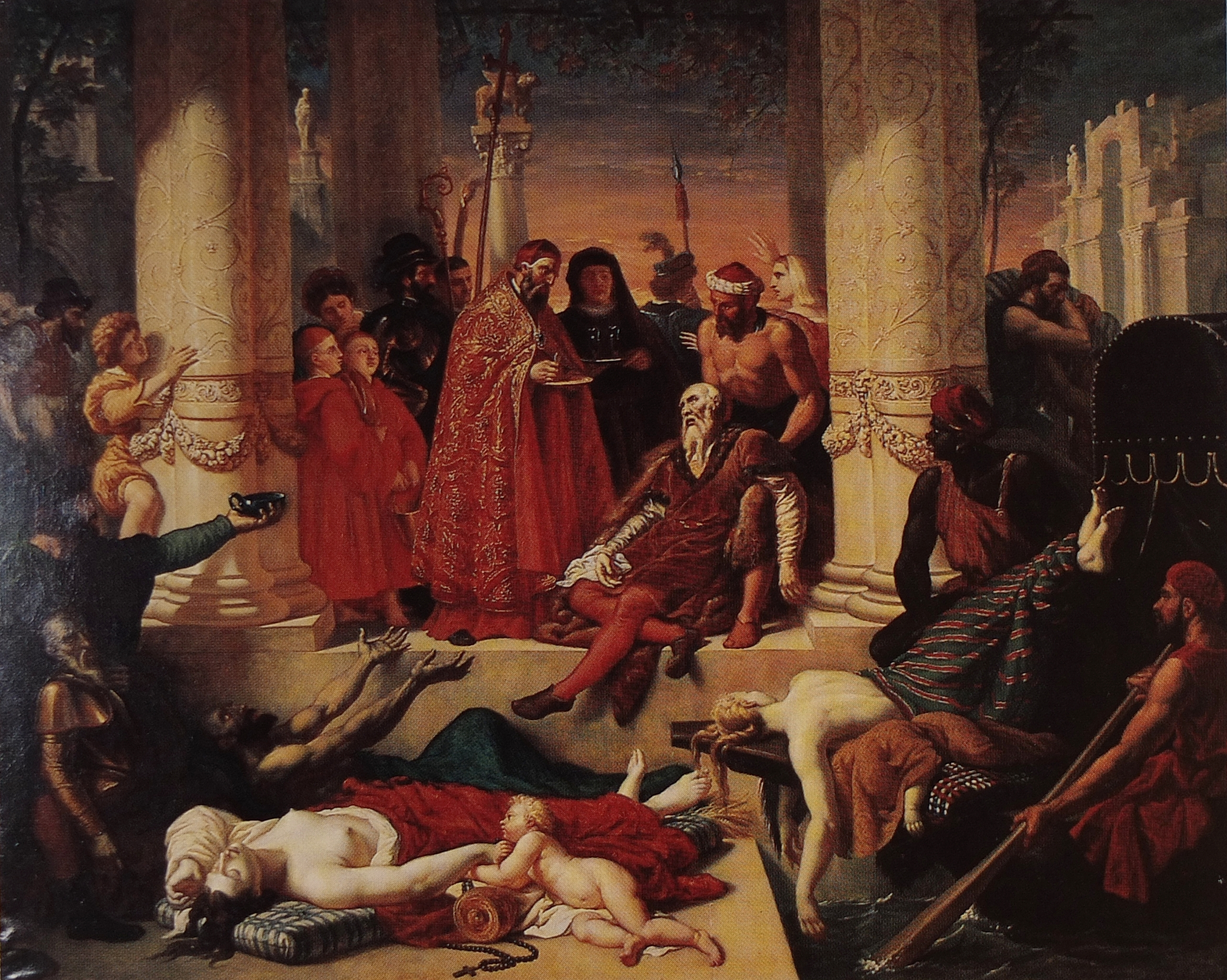
Mort du Titien (1832), Montargis, musée Girodet.

## Œuvres dans les collections publiques
- États-Unis
  - Anaheim (Californie), The Knol Collection : Vénus et Mercure, 1823, huile sur panneau[7]
  - Dayton (Ohio), Dayton Art Institute : Marius méditant sur les ruines de Carthage, 1807, huile sur toile, 129 × 98,5 cm[8]
  - Oberlin (Ohio), Oberlin College, Allen Memorial Art Museum : Honneurs rendus à Raphaël sur son lit de mort, 1806, huile sur toile[9].
- France
  - Amiens, musée de Picardie : Le Naufrage de Charles-Quint, 1824, huile sur toile, 108 × 126 cm[10].
  - Autun, musée Rolin : Bacchus et Ariane, huile sur toile, 32,4 × 40 cm[11].
  - Bordeaux, musée des Beaux-Arts :
    - Ève et le serpent, 1802, huile sur toile, 54,5 × 65 cm[12] ;
    - Charles Quint ramassant le pinceau de Titien, 1808, huile sur toile, 96 × 128 cm[13] ;
    - Mahomet II et Irène. Un pacha conduit une jeune princesse captive à Mahomet II [Mehmet II (1429-1481)], 1817, huile sur toile, 164,8 × 212 cm[14] ;
    - Portrait en pied de Louis-Philippe, 1831, huile sur toile, 232,9 × 162,3 cm[15].

  - Cherbourg-en-Cotentin, musée Thomas-Henry : Filippo Lippi, esclave à Alger, fait le portrait de son maître, 1819, huile sur toile, 80,7 × 100,3 cm[16].
  - La Rochelle, musée du Nouveau Monde, Pizzaro acceptant la rançon de Atahualpa enchaîné, 18e, lavis brun, dessin, 20 × 25 cm[17].
  - Le Puy-en-Velay, musée Crozatier : Le Titien peignant François Ier, dit aussi François Ier posant chez le Titien, d'après Jean-Auguste-Dominique Ingres, 1807, huile sur toile, 38 × 46 cm[18].
  - Libourne, musée des Beaux-Arts : L'Enfance de Michel de Montaigne, vers 1819, huile sur toile, 38,5 × 46 cm[19]
  - Montargis, musée Girodet
    - Mort du Titien, 1832, Salon de 1833, huile sur toile, 1,67 × 2 m[20]

  - Orléans, musée des Beaux-Arts :
    - Bienfaisance d'Antonin le Pieux, 1824 (?), huile sur toile, 149,5 × 179 cm[21] ;
    - Clémence de Marc-Aurèle, 1824 (?), huile sur toile (trois bandes de toile cousues), 149,2 × 179 cm[22] ;
    - Bonaparte distribuant des sabres d’honneur aux soldats blessés sur le champ de bataille, 1803, plume, lavis d’encre brune et rehauts de gouache blanche sur papier vergé lavé en brun, collé sur carte, 31,9 × 56,6 cm[23].

  - Paris :
    - théâtre national de l'Opéra-Comique : Jean-Blaise Martin dans le rôle de Joconde, 1814[24].
    - musée du Louvre : Anne de Boleyn [sic] condamnée à mort, vers 1814, huile sur toile, 72 × 58 cm[25].

  - Pau, château de Pau : Henri IV sur son lit de mort, vers 1810, huile sur toile, 180 × 260 cm[26]
  - Rueil-Malmaison, château de Malmaison : Honneurs rendus à Raphaël après sa mort, par le pape Léon X, 8 avril 1520, 1806, huile sur toile, 130,2 × 90,8 cm[27],[28].
  - Versailles, château de Versailles, aile du Midi : Alexandre Ier présente à Napoléon Ier les Kalmouks, les Cosaques et les Baskirs de l'armée russe, 9 juillet 1807, 1810, huile sur toile, 174,3 × 250 cm[29],[30].
- Suède
  - Stockholm, Nationalmuseum
    - L'Arétin dans l'atelier du Tintoret, 1822, huile sur toile, 59,7 × 49,1 cm[31]

## Publication
- Lettre d'un artiste sur l'état des arts en France, considérés sous les rapports politiques, artistiques, commerciaux et industriels, 1re et 2e parties, 1848.